# Grande Prêmio do Brasil
O Grande Prêmio do Brasil (português brasileiro) ou Grande Prémio do Brasil (português europeu) de Fórmula 1 aconteceu pela primeira vez em 1972 e fez parte do campeonato de Fórmula 1 entre 1973 e 2019. Foi realizado em todos os anos no Autódromo José Carlos Pace — mais conhecido como Autódromo de Interlagos — com exceção dos anos de 1978 e de 1981 a 1989, em que as corridas foram disputadas no antigo Autódromo de Jacarepaguá (Autódromo Internacional Nelson Piquet). Após sua edição de 2020 (a última sob contrato com a Fórmula 1) ser cancelada devido à pandemia de COVID-19, o Brasil retornou ao calendário da Fórmula 1 em 2021, mas com o evento realizado em Interlagos passando a ser oficialmente designado de Grande Prêmio de São Paulo.
Assim como os circuitos de Bacu, de Marina Bay, o Circuito das Américas e o de Yas Marina, o Grande Prêmio do Brasil era um dos poucos que esteve presente até recentemente no calendário da Fórmula 1 a ser disputado em sentido anti-horário.
A última sede do Grande Prêmio do Brasil, o Autódromo José Carlos Pace recebeu inúmeras reformas, melhorias e adaptações ao longo dos seus 76 anos de história. As principais intervenções se deram nos anos de 1979, 1990 e 2000, por conta de adequações às normas de desenvolvimento do automobilismo mundial. Sendo assim, desde a sua inauguração, a extensão original da pista, de 7 960 metros, sofreu algumas alterações. Em 1979, passou a ter 7 873 metros. Já em 1990, a reforma mais abrupta da história do circuito - que trouxe o Grande Prêmio de volta a São Paulo - reduziu a extensão da pista para 4 325 metros (uma diminuição de 3 548 metros). No ano de 2000, a pista foi adaptada para sua atual extensão de 4 309 metros.
O Grande Prêmio Brasil foi palco da decisão de títulos nos anos de 2005, 2006, 2007, 2008 e 2009.

## História

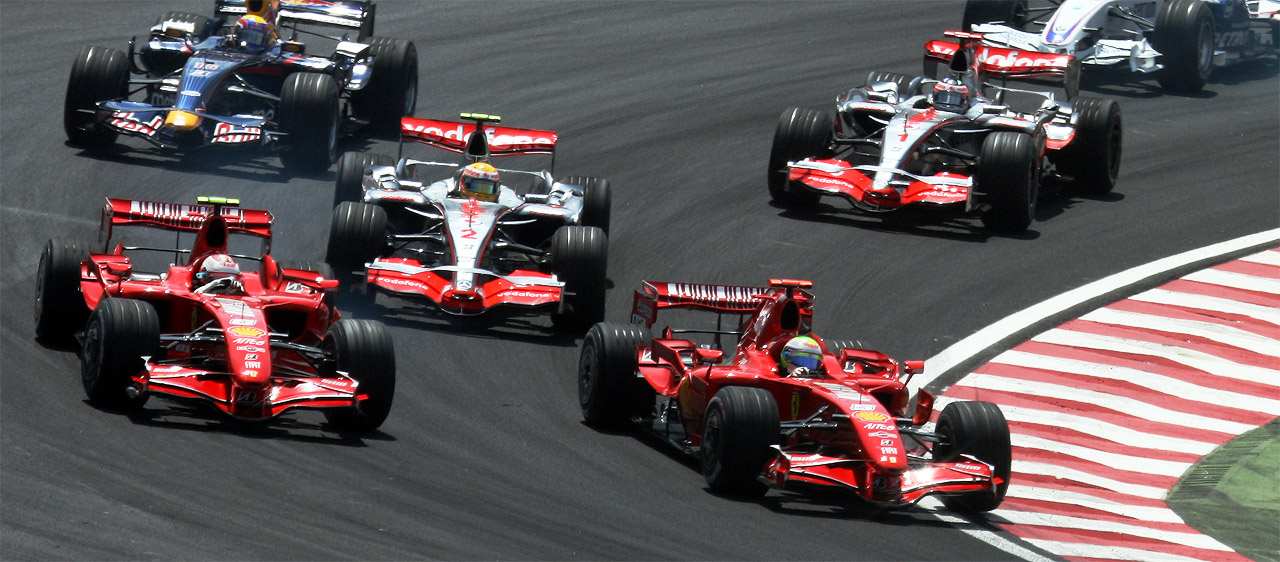
Grande Prêmio do Brasil de 2007 no Autódromo de Interlagos.

### Anos 70, 80 e 90
O Grande Prêmio do Brasil foi realizado pela primeira vez em Interlagos, em 1972, embora ainda não fizesse parte da Fórmula 1. No ano seguinte, no entanto, a corrida foi incluída pela primeira vez ao calendário oficial. Em 1978, o Grande Prêmio do Brasil foi transferido para o Autódromo de Jacarepaguá, no Rio de Janeiro, enquanto o Autódromo de Interlagos era modernizado e remodelado. Em 1990, o Grande Prêmio do Brasil voltou para Interlagos, onde permaneceu desde então.

### Anos 2000
Em 2005, pela primeira vez, o GP decidiu o Campeonato Mundial de Fórmula 1, que teve a primeira conquista do espanhol Fernando Alonso. Na temporada de 2006, Alonso tornou-se bicampeão novamente em Interlagos. Felipe Massa foi o vencedor da corrida e quebrou um jejum de 13 anos sem vitórias brasileiras no GP do Brasil.
Em 2007 foi a vez do finlandês Kimi Raikkonen vencer o campeonato em Interlagos, ficando a frente do 2º e 3º colocados por apenas um ponto.
Em 2 de novembro de 2008, Felipe Massa tornou-se o mais recente vencedor brasileiro do GP, sua vitória na última corrida da temporada daquele ano. Pilotando sua Ferrari, o brasileiro ficou perto de garantir o título da Fórmula 1 em 2008, porém, o britânico Lewis Hamilton, da McLaren, ultrapassou o alemão Timo Glock na última curva da prova e ficou com o título por apenas um ponto, em um dos finais de temporada mais emocionantes da história da categoria. Lewis Hamilton se tornou o mais jovem campeão da categoria à época (recorde que viria a ser quebrado por Sebastian Vettel dois anos mais tarde).
Em 2009, o inglês Jenson Button faturou o campeonato em São Paulo.

### Anos 2010
Em 2012 foi a vez do alemão Sebastian Vettel ficar com a taça no GP do Brasil e se tornar o mais jovem tricampeão da categoria. O GP do Brasil de 2013 foi a última corrida do piloto australiano Mark Webber na Fórmula 1 e, como despedida da categoria, ele deu a volta de desaceleração sem o capacete.
O GP do Brasil de 2013, como já havia acontecido em 2006, foi eleito pela FIA como o melhor da temporada.
No treino qualificatório do GP do Brasil de 2014, o piloto alemão Nico Rosberg quebrou o recorde da pole que já durava 10 anos e pertencia a Rubens Barrichello.
O GP do Brasil de 2015 foi vencido por Nico Rosberg. Nesse mesmo ano, a competição apresentou um aumento de público em relação ao ano de 2014. O número de pessoas que foram ao evento totalizou 136 410. Neste ano, o Grande Prêmio do Brasil movimentou 260 milhões de reais, sendo o evento anual com a maior receita turística na cidade de São Paulo. Além disso, a taxa de ocupação nos hotéis da cidade foi de 95%.
Desde de 2014, o circuito de São Paulo passa por uma grande obra, orçada em 160 milhões de reais. A reforma foi finalizada no dia 30 de setembro de 2016, e antecedeu por pouco a corrida da etapa no temporada do mesmo ano, no dia 13 de novembro. Entre as inovações está o aumento do espaço entre as áreas de convivência e os boxes, para facilitar o trabalho dos mecânicos das escuderias, e o recapeamento de toda a pista e do pit lane (onde é realizado o pit stop). A reforma também incluiu um novo centro de imprensa.
O GP do Brasil de 2016 recebeu o seu menor público dos últimos 4 anos, sendo contabilizadas 128 100 pessoas pela organização no período de sexta a domingo. O desfalque no público foi justificado pela perda de alguns patrocinadores e a ausência de um brasileiro em destaque na Fórmula 1. Mesmo com público inferior ao das últimas edições, o Grande Prêmio do Brasil, trouxe fortes emoções para a pista do Autódromo de Interlagos, a chuva não deu trégua no dia e o carro de segurança precisou entrar na pista cinco vezes. O vencedor do prêmio foi o britânico Lewis Hamilton, em segundo lugar ficou o alemão Nico Rosberg, o que levou a decisão do campenato para o Grande Prêmio de Abu Dhabi, e fechando o pódio com a terceira colocação o holandês Max Verstappen que teve uma ascensão incrível na pista de Interlagos, estando na 14ª posição a 15 voltas do fim da corrida.
Em 2016, O Grande Prêmio do Brasil ficou sob risco de sair do circuito na temporada seguinte e a etapa apareceu com um asterisco no calendário provisório divulgado pela FIA, havendo assim a dúvida se o GP seria cancelado. Isso pode ter acontecido devido ao prejuízo de 98 milhões de reais causado pela perda dos patrocinadores Petrobras e Shell. Porém, assim que o calendário oficial saiu, a edição de 2017 estava confirmada para ser realizada no o dia 12 de novembro de 2017.
O GP do Brasil de 2017 registrou a segunda maior audiência entre os eventos esportivos transmitidos para a televisão. O primeiro colocado da pesquisa realizada pela consultoria Initiative Sports Future foi o Super Bowl, jogo final da Liga Nacional de Futebol Americano dos Estados Unidos, com 97 milhões de espectadores, seguido pelo Grande Prêmio do Brasil com 78 milhões de espectadores, 6 milhões a mais que a final da Liga dos Campeões da UEFA com 72 milhões.
Nos anos seguintes, o Grande Prêmio do Brasil permaneceu correndo riscos de não acontecer. Segundo Bernie Ecclestone, o prefeito da cidade de São Paulo na época, João Dória, não tinha intenção de gastar dinheiro público para a realização do evento. Ainda segundo Ecclestone, João Dória e outras autoridades brasileiras não consideravam a Fórmula 1 como prioridade, e Dória tinha como objetivo privatizar o Autódromo de Interlagos, tendo proposto a venda a Bernie Ecclestone. Este negou que iria comprar, mas fez um prognóstico de que o Grande Prêmio do Brasil ocorreria até 2020, de forma confirmada. Em 2019, a Fórmula 1 confirmou que o Grande Prêmio do Brasil estava sob contrato para ser realizado até a temporada de 2020.

### Anos 2020
Após o cancelamento do Grande Prêmio do Brasil de 2020 em decorrência da Pandemia de COVID-19 e uma série de incertezas sobre a permanência do evento em Interlagos, João Dória, o então governador do estado de São Paulo, confirmou, em novembro de 2020, a renovação do contrato com a Fórmula 1 até 2025. Entretanto, a corrida realizada em Interlagos passou a ser oficialmente designada de Grande Prêmio de São Paulo.
Em novembro de 2023 o chefe executivo da F1, Stefano Domenicali disse: “Tenho o prazer de anunciar que ficaremos em Interlagos até 2030, e mal posso esperar por muitos anos mais da maravilhosa atmosfera que os torcedores brasileiros trazem”.

## Nomes oficiais
- 1979: Grande Prêmio do Brasil[28]
- 1981, 1988–1998, 2002–2008, 2016: Grande Prêmio do Brasil[29][30][31][32][33][34][35][36][37][38][39][40][41][42][43][44][45][46][47][48]
- 1984, 1986: Grande Prêmio Brasil de Fórmula 1[49][50]
- 1985: GP do Brasil[51]
- 1987: GP do Brasil Fórmula 1[52]
- 1999–2001: Grande Prêmio Marlboro do Brasil[53][54][55]
- 2009–2015: Grande Prêmio Petrobras do Brasil[56][57][57][58][59][60][61][62]
- 2017–2018: Grande Prêmio Heineken do Brasil[63][64][65]
- 2019: Heineken Grande Prêmio do Brasil[66][67]

## Vencedores do Grande Prêmio do Brasil

### Vencedores por ano
- O fundo rosa indica que a prova não fez parte do campeonato mundial da Fórmula 1.

| Ano                                                          | Piloto                                  | Equipe                                  | Local                                   | Detalhes                                |                                         |
| ------------------------------------------------------------ | --------------------------------------- | --------------------------------------- | --------------------------------------- | --------------------------------------- | --------------------------------------- |
| 1972                                                         | Carlos Reutemann                        | Brabham-Cosworth                        | Interlagos                              | Detalhes                                |                                         |
| 1973                                                         | Emerson Fittipaldi                      | Team Lotus-Cosworth                     | Interlagos                              | Detalhes                                |                                         |
| 1974                                                         | Emerson Fittipaldi                      | McLaren-Cosworth                        | Interlagos                              | Detalhes                                |                                         |
| 1975                                                         | José Carlos Pace                        | Brabham-Cosworth                        | Interlagos                              | Detalhes                                |                                         |
| 1976                                                         | Niki Lauda                              | Ferrari                                 | Interlagos                              | Detalhes                                |                                         |
| 1977                                                         | Carlos Reutemann                        | Ferrari                                 | Interlagos                              | Detalhes                                |                                         |
| 1978                                                         | Carlos Reutemann                        | Ferrari                                 | Jacarepaguá                             | Detalhes                                |                                         |
| 1979                                                         | Jacques Laffite                         | Ligier-Cosworth                         | Interlagos                              | Detalhes                                |                                         |
| 1980                                                         | René Arnoux                             | Renault                                 | Interlagos                              | Detalhes                                |                                         |
| 1981                                                         | Carlos Reutemann                        | Williams-Cosworth                       | Jacarepaguá                             | Detalhes                                |                                         |
| 1982                                                         | Alain Prost                             | Renault                                 | Jacarepaguá                             | Detalhes                                |                                         |
| 1983                                                         | Nelson Piquet                           | Brabham-BMW                             | Jacarepaguá                             | Detalhes                                |                                         |
| 1984                                                         | Alain Prost                             | McLaren-TAG/Porsche                     | Jacarepaguá                             | Detalhes                                |                                         |
| 1985                                                         | Alain Prost                             | McLaren-TAG/Porsche                     | Jacarepaguá                             | Detalhes                                |                                         |
| 1986                                                         | Nelson Piquet                           | Williams-Honda                          | Jacarepaguá                             | Detalhes                                |                                         |
| 1987                                                         | Alain Prost                             | McLaren-TAG/Porsche                     | Jacarepaguá                             | Detalhes                                |                                         |
| 1988                                                         | Alain Prost                             | McLaren-Honda                           | Jacarepaguá                             | Detalhes                                |                                         |
| 1989                                                         | Nigel Mansell                           | Ferrari                                 | Jacarepaguá                             | Detalhes                                |                                         |
| 1990                                                         | Alain Prost                             | Ferrari                                 | Interlagos                              | Detalhes                                |                                         |
| 1991                                                         | Ayrton Senna                            | McLaren-Honda                           | Interlagos                              | Detalhes                                |                                         |
| 1992                                                         | Nigel Mansell                           | Williams-Renault                        | Interlagos                              | Detalhes                                |                                         |
| 1993                                                         | Ayrton Senna                            | McLaren-Ford                            | Interlagos                              | Detalhes                                |                                         |
| 1994                                                         | Michael Schumacher                      | Benetton-Ford                           | Interlagos                              | Detalhes                                |                                         |
| 1995                                                         | Michael Schumacher                      | Benetton-Renault                        | Interlagos                              | Detalhes                                |                                         |
| 1996                                                         | Damon Hill                              | Williams-Renault                        | Interlagos                              | Detalhes                                |                                         |
| 1997                                                         | Jacques Villeneuve                      | Williams-Renault                        | Interlagos                              | Detalhes                                |                                         |
| 1998                                                         | Mika Hakkinen                           | McLaren-Mercedes                        | Interlagos                              | Detalhes                                |                                         |
| 1999                                                         | Mika Hakkinen                           | McLaren-Mercedes                        | Interlagos                              | Detalhes                                |                                         |
| 2000                                                         | Michael Schumacher                      | Ferrari                                 | Interlagos                              | Detalhes                                |                                         |
| 2001                                                         | David Coulthard                         | McLaren-Mercedes                        | Interlagos                              | Detalhes                                |                                         |
| 2002                                                         | Michael Schumacher                      | Ferrari                                 | Interlagos                              | Detalhes                                |                                         |
| 2003                                                         | Giancarlo Fisichella                    | Jordan-Ford                             | Interlagos                              | Detalhes                                |                                         |
| 2004                                                         | Juan Pablo Montoya                      | Williams-BMW                            | Interlagos                              | Detalhes                                |                                         |
| 2005                                                         | Juan Pablo Montoya                      | McLaren-Mercedes                        | Interlagos                              | Detalhes                                |                                         |
| 2006                                                         | Felipe Massa                            | Ferrari                                 | Interlagos                              | Detalhes                                |                                         |
| 2007                                                         | Kimi Räikkönen                          | Ferrari                                 | Interlagos                              | Detalhes                                |                                         |
| 2008                                                         | Felipe Massa                            | Ferrari                                 | Interlagos                              | Detalhes                                |                                         |
| 2009                                                         | Mark Webber                             | Red Bull Racing-Renault                 | Interlagos                              | Detalhes                                |                                         |
| 2010                                                         | Sebastian Vettel                        | Red Bull Racing-Renault                 | Interlagos                              | Detalhes                                |                                         |
| 2011                                                         | Mark Webber                             | Red Bull Racing-Renault                 | Interlagos                              | Detalhes                                |                                         |
| 2012                                                         | Jenson Button                           | McLaren-Mercedes                        | Interlagos                              | Detalhes                                |                                         |
| 2013                                                         | Sebastian Vettel                        | Red Bull Racing-Renault                 | Interlagos                              | Detalhes                                |                                         |
| 2014                                                         | Nico Rosberg                            | Mercedes                                | Interlagos                              | Detalhes                                |                                         |
| 2015                                                         | Nico Rosberg                            | Mercedes                                | Interlagos                              | Detalhes                                |                                         |
| 2016                                                         | Lewis Hamilton                          | Mercedes                                | Interlagos                              | Detalhes                                |                                         |
| 2017                                                         | Sebastian Vettel                        | Ferrari                                 | Interlagos                              | Detalhes                                |                                         |
| 2018                                                         | Lewis Hamilton                          | Mercedes                                | Interlagos                              | Detalhes                                |                                         |
| 2019                                                         | Max Verstappen                          | Red Bull Racing-Honda                   | Interlagos                              | Detalhes                                |                                         |
| 2020                                                         | Cancelado devido à Pandemia de COVID-19 | Cancelado devido à Pandemia de COVID-19 | Cancelado devido à Pandemia de COVID-19 | Cancelado devido à Pandemia de COVID-19 | Cancelado devido à Pandemia de COVID-19 |
| Substituído pelo Grande Prêmio de São Paulo a partir de 2021 |                                         |                                         |                                         |                                         |                                         |
| Fonte:                                                       |                                         |                                         |                                         |                                         |                                         |

### Vitórias por piloto
| Total  | Piloto               | Vitórias                           |
| ------ | -------------------- | ---------------------------------- |
| 6      | Alain Prost          | 1982, 1984, 1985, 1987, 1988, 1990 |
| 4      | Carlos Reutemann     | 1972, 1977, 1978, 1981             |
| 4      | Michael Schumacher   | 1994, 1995, 2000, 2002             |
| 3      | Sebastian Vettel     | 2010, 2013, 2017                   |
| 2      | Emerson Fittipaldi   | 1973, 1974                         |
| 2      | Nelson Piquet        | 1983, 1986                         |
| 2      | Nigel Mansell        | 1989, 1992                         |
| 2      | Ayrton Senna         | 1991, 1993                         |
| 2      | Mika Häkkinen        | 1998, 1999                         |
| 2      | Juan Pablo Montoya   | 2004, 2005                         |
| 2      | Felipe Massa         | 2006, 2008                         |
| 2      | Mark Webber          | 2009, 2011                         |
| 2      | Nico Rosberg         | 2014, 2015                         |
| 2      | Lewis Hamilton       | 2016, 2018                         |
| 1      | José Carlos Pace     | 1975                               |
| 1      | Niki Lauda           | 1976                               |
| 1      | Jacques Laffite      | 1979                               |
| 1      | René Arnoux          | 1980                               |
| 1      | Damon Hill           | 1996                               |
| 1      | Jacques Villeneuve   | 1997                               |
| 1      | David Coulthard      | 2001                               |
| 1      | Giancarlo Fisichella | 2003                               |
| 1      | Kimi Räikkönen       | 2007                               |
| 1      | Jenson Button        | 2012                               |
| 1      | Max Verstappen       | 2019                               |
| Fonte: |                      |                                    |

### Vitórias por equipe
| Total  | Equipe          | Vitórias                                                               |
| ------ | --------------- | ---------------------------------------------------------------------- |
| 12     | McLaren         | 1974, 1984, 1985, 1987, 1988, 1991, 1993, 1998, 1999, 2001, 2005, 2012 |
| 11     | Ferrari         | 1976, 1977, 1978, 1989, 1990, 2000, 2002, 2006, 2007, 2008, 2017       |
| 6      | Williams        | 1981, 1986, 1992, 1996, 1997, 2004                                     |
| 5      | Red Bull Racing | 2009, 2010, 2011, 2013, 2019                                           |
| 4      | Mercedes        | 2014, 2015, 2016, 2018                                                 |
| 3      | Brabham         | 1972, 1975, 1983                                                       |
| 2      | Renault         | 1980, 1982                                                             |
| 2      | Benetton        | 1994, 1995                                                             |
| 1      | Team Lotus      | 1973                                                                   |
| 1      | Ligier          | 1979                                                                   |
| 1      | Jordan          | 2003                                                                   |
| Fonte: |                 |                                                                        |

### Vitórias por país
| Total  | País          | Vitórias                                             |
| ------ | ------------- | ---------------------------------------------------- |
| 9      | Brasil        | 1973, 1974, 1975, 1983, 1986, 1991, 1993, 2006, 2008 |
| 9      | Alemanha      | 1994, 1995, 2000, 2002, 2010, 2013, 2014, 2015, 2017 |
| 8      | França        | 1979, 1980, 1982, 1984, 1985, 1987, 1988, 1990       |
| 7      | Reino Unido   | 1989, 1992, 1996, 2001, 2012, 2016, 2018             |
| 4      | Argentina     | 1972, 1977, 1978, 1981                               |
| 3      | Finlândia     | 1998, 1999, 2007                                     |
| 2      | Colômbia      | 2004, 2005                                           |
| 2      | Austrália     | 2009, 2011                                           |
| 1      | Áustria       | 1976                                                 |
| 1      | Canadá        | 1997                                                 |
| 1      | Itália        | 2003                                                 |
| 1      | Países Baixos | 2019                                                 |
| Fonte: |               |                                                      |

### Recordes de pista
|                       |                  |                  |          |          |      |
| Interlagos            | País/Piloto      | Chassi/Motor     | Tempo    | Extensão | Ano  |
| Pole position         | Lewis Hamilton   | Mercedes         | 1:07.281 | 4 309 km | 2018 |
| Melhor volta na prova | Valtteri Bottas  | Mercedes         | 1:10.540 | 4 309 km | 2018 |
|                       |                  |                  |          |          |      |
| Jacarepaguá           | País/Piloto      | Chassi/Motor     | Tempo    | Extensão | Ano  |
| Pole position         | Ayrton Senna     | McLaren-Honda    | 1:25.302 | 5 031 km | 1989 |
| Melhor volta na prova | Riccardo Patrese | Williams-Renault | 1:32.507 | 5 031 km | 1989 |